# Tzitzício
Tzitzício (en griego: Τζοτζίκιος, en georgiano: გალობა, romanizado: Džodžik fl. 1016) fue un comandante militar bizantino de origen georgiano del siglo xi.

## Biografía
Tzitzício era hijo de Teodato, un noble georgiano del Reino de Tao, que había sido llevado como rehén, junto a otros nobles, a Constantinopla por el emperador bizantino Basilio II en el año 1000 o 1001.
Se le menciona por primera en 1016 como estratego del Tema de Parístrio, con su capital en Dorostolon.
En 1017, Tzitzício envió una carta a Basilio II desde Dorostolon, en la que le informaba que las fuerzas del noble búlgaro Krakra de Pernik, se estaban uniendo al ejército del zar Iván Vladislav y, planeaban un ataque junto con los pechenegos, pero estos últimos se retiraron. La conquista de Bulgaria ocurriría en 1018.
Tzitzício parece haber regresado a Tao después, porque se hace mención de un tal Džodžik, su nombre en georgiano. Después de la reconquista de Tao en 1034, bajo el reinado Bagrat IV, donó un ciclo de frescos al monasterio de Oshki y que está registrado en un fresco del mismo monasterio en 1036. En ese mismo fresco también se menciona que tenía el título de patricio.